# Scheltemaia
Scheltemaia is een geslacht van wormmollusken uit de  familie van de Pruvotinidae.

## Soorten
- Scheltemaia bassensis (Scheltema & Schander, 2000)
- Scheltemaia mimus (Scheltema & Schander, 2000)